# Арвальские братья

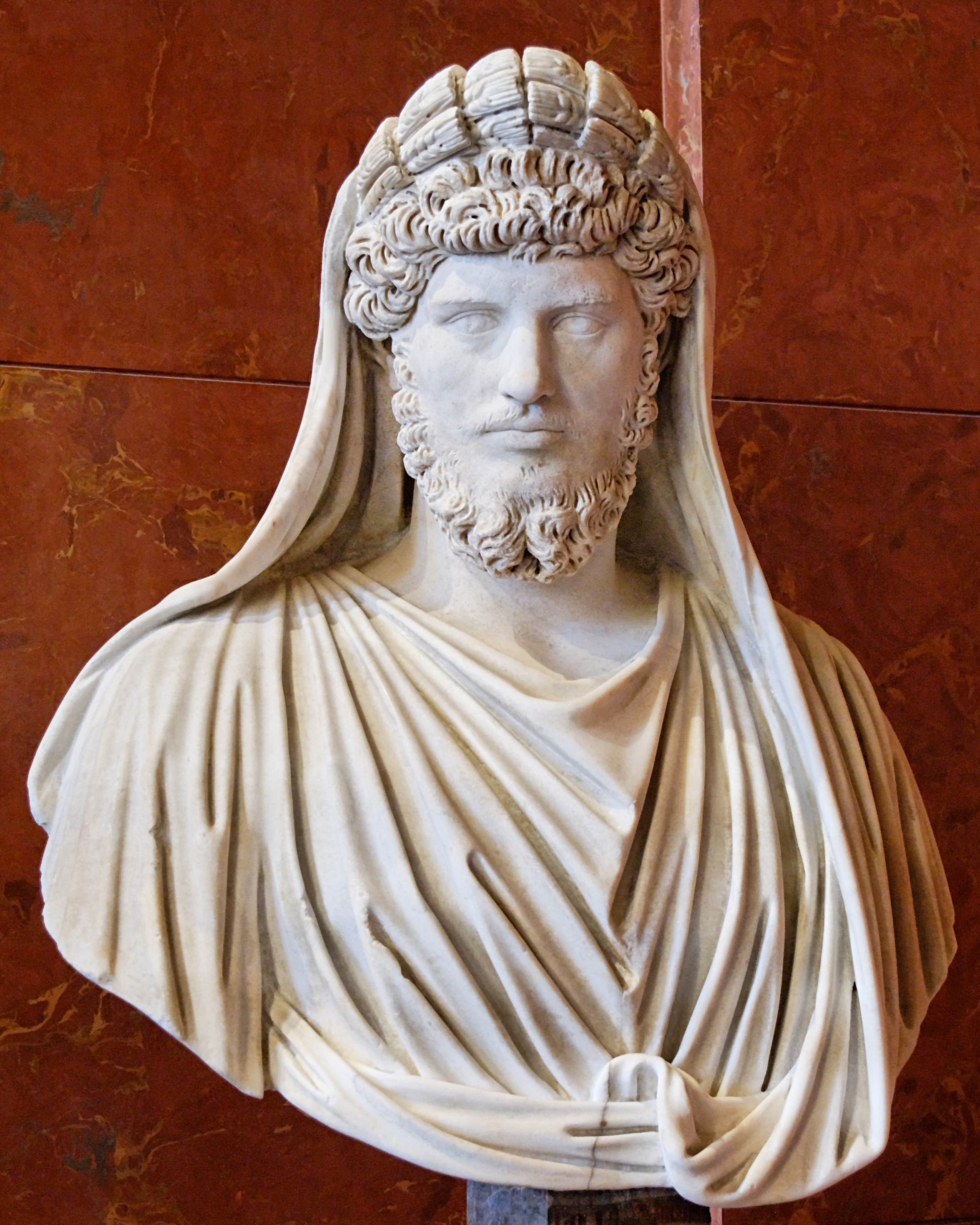
Портрет императора Луция Вера как арвальского брата (около 160 года н. э.)

Арва́льские бра́тья (лат. Fratres Arvales, «бра́тья-па́хари» от лат. arvum — пашня) — римская коллегия 12 жрецов. В обязанности её входили молитвы богам о ниспослании урожая и процветании общины граждан.
Должность братьев была пожизненная; ни ссылка, ни плен не лишали их этого звания. Во главе их стоял ежегодно сменявшийся магистр; он в случае смерти одного из членов коллегии назначал ему преемника. Внешними отличиями их звания были венки из колосьев и белые головные повязки (infulae). Чтобы призвать на поля плодородие, братья ежегодно в течение трёх дней мая совершали Sacrificium Deae Diae (вероятно, разновидность богини Опс) частью в городе, частью в особом lucus Deae Diae, находившемся в 5 милях от города: до этого места простирались в древнейшие времена римские поля.
Предание говорит, что у Акки Лаврентии, супруги Фаустула и приемной матери Ромула, было 12 сыновей. Когда один из них умер, его заменил Ромул, образовавший со своими приёмными братьями коллегию Fratres Arvales. Уже символ в виде венка из колосьев служит ясным доказательством, что назначение братства заключалось в служении богине земли и земледелия, называвшейся Деа Диа. Многие смешивают её с Церерой, но наиболее вероятно, что она одно и то же лицо с Опс, женой Сатурна, которая почиталась как покровительница римской городской земли. Холм богини находился неподалёку от города Рима около Тибра, в том месте, что называется теперь Аффога л’Азино. Здесь ежегодно совершались торжественные богослужения. Октавиан Август реставрировал эту коллегию, пришедшую в упадок к концу республики. Глава коллегии избирался на один год, и она пополнялась членскими выборами. По-видимому, правом избрания пользовались только патриции.
Между разными другими обрядами упоминается особенно пляска, которую «братья» исполняли во внутренности храма в роще богини, при пении старинной, дошедшей до нас песни, сложенной сатурническим размером.
Более точные сведения о них получены благодаря протоколам времён Гелиогабала, которые были изданы Луиджи Гаэтано Марини в 1795 году и значительно пополнены находками, сделанными при раскопках, производившихся в Риме в 1866 году за счёт прусского правительства. При последних найдены акты коллегии за 58 и 59 годы.
Для сравнения: Henzen, acta fratrum arvalium (1874). От упомянутого sacrificium Deae Diae отличалось Ambarvale sacrum, которое во время арвальского праздника каждым землевладельцем совершалось на своей земле; здесь также исполнялись известного рода песня и пляска.